# Preetz
Preetz – miasto w Niemczech w kraju związkowym Szlezwik-Holsztyn, w powiecie Plön.

## Toponimia
Nazwa miasta ma pochodzenie słowiańskie, od połabskiego po rece „nad rzeką”.

## Osoby urodzone w Preetz
- Karl Genzken – lekarz
- Allison Mack – amerykańska aktorka

## Współpraca międzynarodowa
- Blandford Forum, Wielka Brytania
- Nieman, Rosja
- Stavenhagen, Meklemburgia-Pomorze Przednie
- Tapa, Estonia